# 전투공병

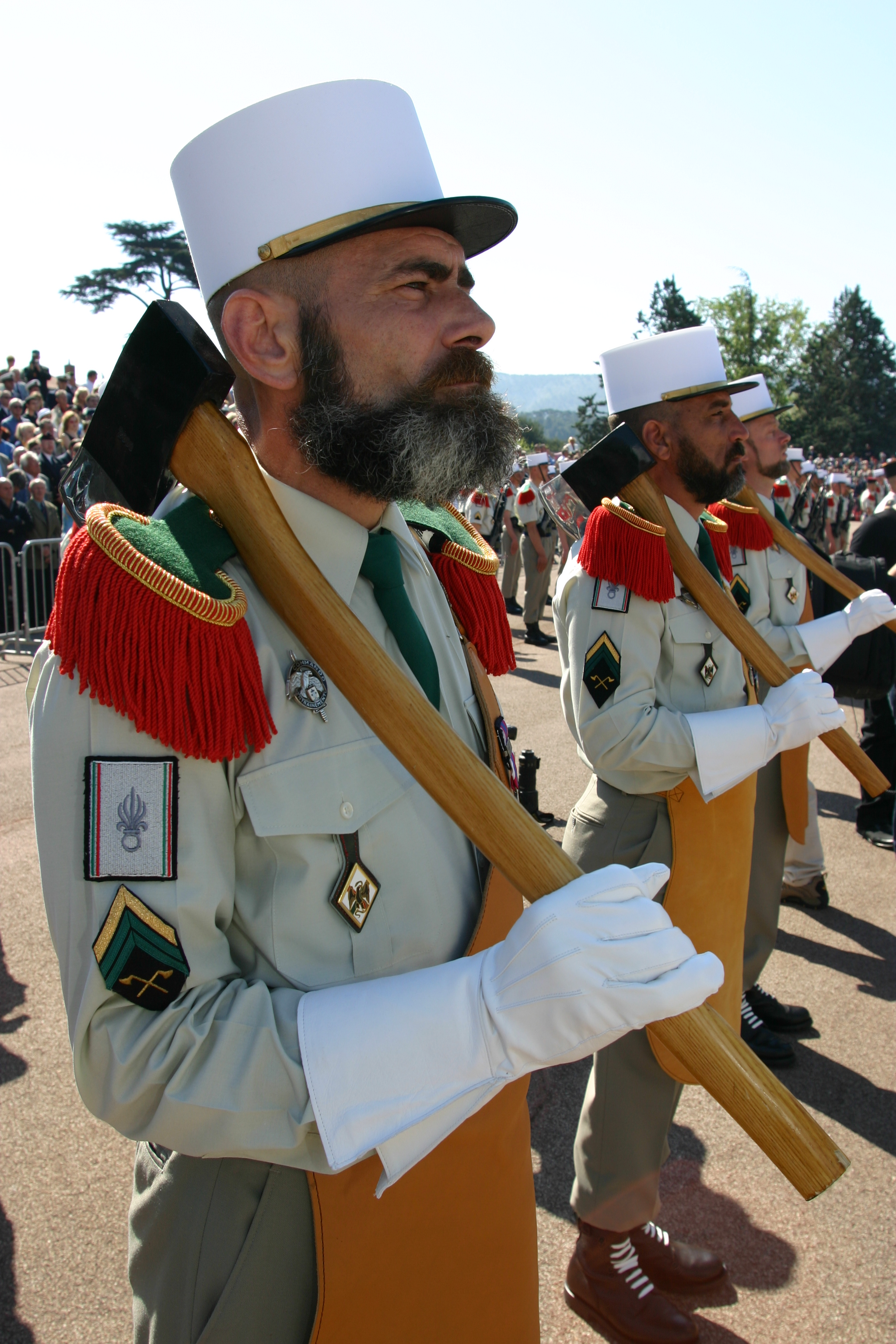
프랑스 외인부대 전투공병

전투공병(戰鬪工兵)은 공병의 일종으로, 지뢰 매설 및 제거, 파괴공작 및 축성 등의 임무를 수행한다. 시설공병과 달리 적극적 방어 및 공격 능력을 훈련받는 보병인력 또는 공병부대의 일종이다.

## 역할
전투현장의 전투부대를 지원한다. 다음과 같은 임무를 수행한다.

### 지뢰지대 개척
적군이 살포한 지뢰지대를 개척하여 아군 부대의 이동을 돕는다. 전쟁 후 남아있는 지뢰를 찾거나 제거하기도 한다. 지뢰지대 개척은 금속탐지기로 탐지 후 직접 손으로 하는 경우도 있고, 개척 장비를 이용하기도 한다.
- 금속탐지기로 탐지된 지뢰는 경우에 따라 직접 제거할 수 있다. 인력 탐지의 경우 탐지된 지뢰의 위치를 하얀색 고깔로 임시로 표시한다
- 지뢰지대 개척을 위해 폭약을 설치하는 이스라엘 전투공병
- 인력 지뢰지대 개척 훈련을 하는 이스라엘 공병. 2011년
- 금속 탐지기를 이용하는 미군 공병. 2005년 이라크
- 위험한 경우 방호복을 입기도 한다. 2011년 아프가니스탄
- 대전차지뢰 제거 훈련을 받는 미군
- 지뢰지대 개척을 준비하는 M-728. 1991년 미군. 사막의 폭풍 작전 당시 촬영

### 지뢰 살포
적 부대의 이동을 방해하기 위해 특정 지점에 지뢰지대를 설치한다.

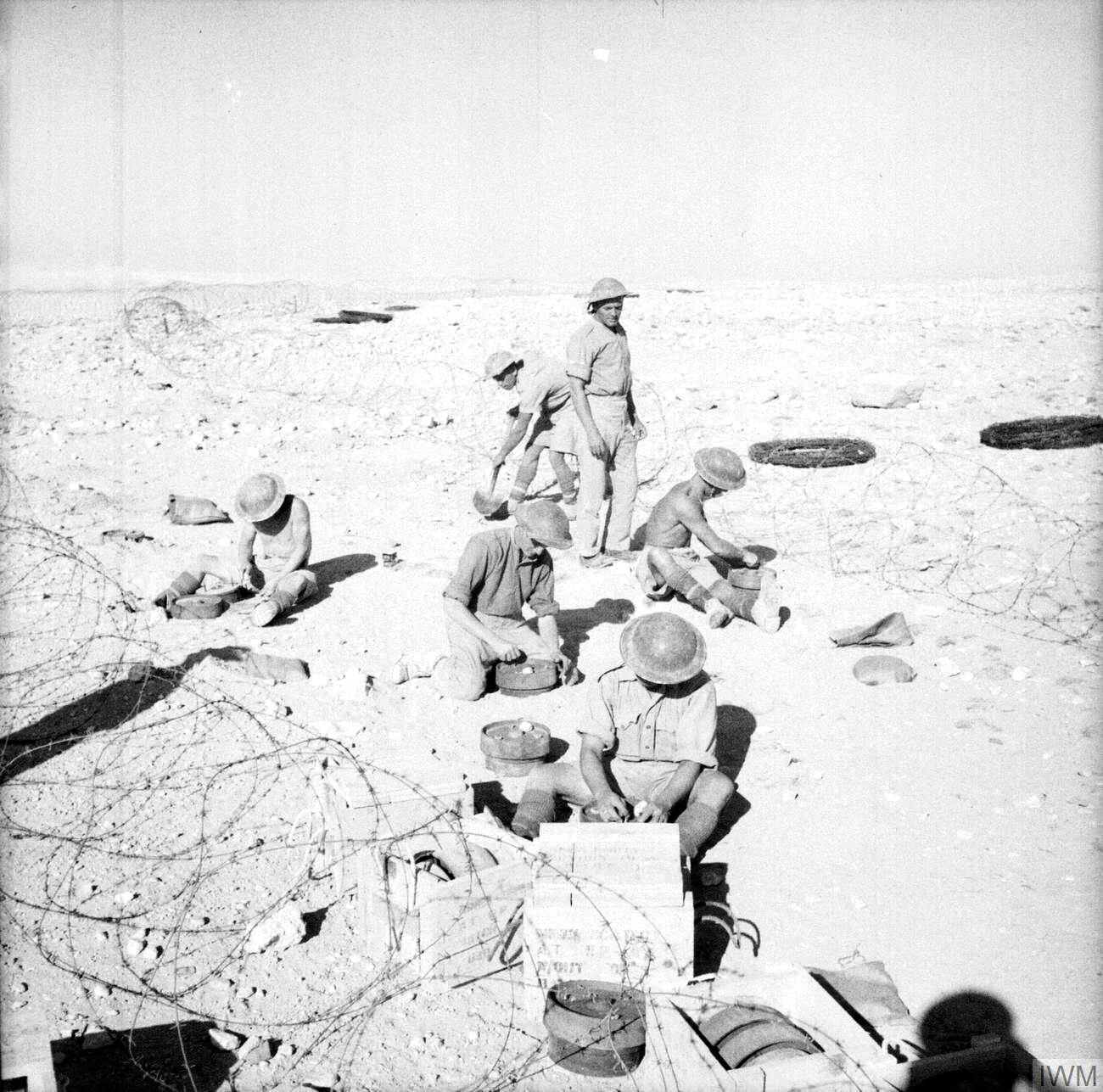
지뢰지대를 설치하는 영국군. 1940년 이집트

### 장애물 제거
진격로 상의 적 장애물을 제거하여 아군 부대 이동이 용이하게 한다.
- M-728을 이용해 도로를 개척하는 미군. 1990년 포트 스튜어드
- M9 ACE 도저. 1983년 미군
- 폭약을 이용해 적의 철조망을 무력화하는 훈련을 하는 미군. 2014년 웨스트포인트

### 임시교량 가설
물위에 뜨는 다리인 부교를 가설하여 기갑차량의 도하를 돕는다. 그 외에도 장간조립교를 만들기도 한다.
- 임시 교량을 가설해 기갑차량의 도하를 돕는 전투공병. 2012년 이스라엘
- 러시아군 2017년 부교 설치 훈련
- 부교 설치로 차량 도하를 돕는 전투공병. 1973년 이스라엘
- 아일랜드군 2010년 장간조립교 훈련
- 완성된 장간조립교

### 축성
철조망 설치, 진지공사 등을 통해 방어작전을 돕는다.
- 철조망 설치 훈련 중인 미군 전투공병. 2015년
- 진지 공사중인 미군. 2012년 아프가니스탄

### 폭파
나무나 문과 같은 작은 물체를 폭파하기도 하고, 유사 시 교량, 터널, 도로 등을 폭파하여 적 부대의 이동을 방해한다.
- 회수한 포탄을 파괴하기 위해 폭발물을 설치중인 미군. 2003년 이라크
- 건물 진입 훈련 시 문에 폭약을 설치 중인 미 해병대 전투공병. 2011년 포트 피켓
- 나무에 폭약을 설치하는 전투공병. 1944년 미군
- 동굴을 폭파하기 전 대피중인 미군. 1945년 오키나와

### 기타
정수를 위한 간이 시설을 설치하기도 한다.
- 2014년 아일랜드군

## 같이 보기
- 군사공학